# Novés
Novés è un comune spagnolo di 1 597 abitanti situato nella comunità autonoma di Castiglia-La Mancia.